# The Unlawful Trade
The Unlawful Trade è un cortometraggio muto del 1914 diretto da Allan Dwan.

## Produzione
Il film fu prodotto dalla Rex Motion Picture Company.

## Distribuzione
Distribuito dall'Universal Film Manufacturing Company, il film - un cortometraggio di due bobine - uscì nelle sale cinematografiche USA il 14 maggio 1914.